# ヒストン脱アセチル化酵素阻害剤
ヒストン脱アセチル化酵素阻害剤（ヒストンだつアセチルかこうそそがいざい、英: histone deacetylase inhibitor、HDAC阻害剤、HDI）は、ヒストン脱アセチル化酵素を阻害する薬剤・化合物である。
HDAC阻害剤は精神医学や神経学の分野において、気分安定薬や抗てんかん薬としての長い歴史を持つ。近年では、がんや寄生虫感染、炎症性疾患に対する治療薬としての可能性の研究も行われている。

## 生化学と薬理
真核細胞で遺伝子発現を行うためには、ヒストンに対するDNAの巻き付き方を制御する必要がある。この過程はヒストンアセチルトランスフェラーゼ（HAT）の助けを借りて行われる。この酵素はコアヒストンのリジン残基をアセチル化することで、パッキングが緩く、転写活性の高いユークロマチンの形成をもたらす。反対に、ヒストンデアセチラーゼ（HDAC）はアセチル化リジン残基からアセチル基を除去し、より凝縮した転写不活性なクロマチンの形成をもたらす。こうしたコアヒストンのテール部分の可逆的修飾は、クロマチンの高次構造を再構成し、遺伝子発現を制御するための主要なエピジェネティック機構となっている。HDAC阻害剤（HDI）はHDACの作用を遮断してヒストンの高アセチル化をもたらし、遺伝子発現に影響を及ぼす。HDACの阻害による開いたクロマチン構造の形成は、遺伝子発現の活性化または抑制のいずれかを引き起こす。
HDAC阻害剤は、培養腫瘍細胞やin vivoにおいて、細胞周期の停止、分化、またはアポトーシスを誘導することで増殖を阻害する、cytostatic agentである。HDAC阻害剤は、ヒストンのほか、転写因子などの非ヒストンタンパク質に対してもアセチル化/脱アセチル化を調節することでがん遺伝子もしくはがん抑制遺伝子の発現の変化を誘導し、抗腫瘍効果を発揮する。ヒストンのアセチル化と脱アセチル化はクロマチンのトポロジーや遺伝子転写の調節に重要な役割を果たしている。HDACの阻害はクロマチンの大部分の領域で高アセチル化ヌクレオソームの蓄積をもたらすが、発現に影響が生じるのは一部の遺伝子のみであり、一部の遺伝子は転写が活性化されるのに対し、それと同数もしくはそれ以上の数の遺伝子で抑制が生じる。転写因子などの非ヒストンタンパク質もアセチル化の標的となっており、さまざまな機能的影響を及ぼしている。アセチル化は、p53やGATA1など一部の転写因子の活性を高めるが、ACTRなど他の転写因子の活性を抑制している可能性がある。HDACの阻害に応答してエストロゲン受容体α（ERα）も高アセチル化状態となり、リガンド感受性の抑制や転写活性化の調節が行われていることが示されている。ERαのアセチル化モチーフが他の核内受容体でも保存されていることは、多様な核内受容体のシグナル伝達機能を調節する重要な役割をアセチル化が果たしている可能性を示唆している。構造的に多様なHDAC阻害剤が、in vivoや動物モデルにおいて、毒性をほとんど示すことなく強力な抗腫瘍効果を及ぼすことが示されている。いくつかの化合物は固形腫瘍や血液のがんの治療法として、単剤療法としてまたは他の細胞傷害性薬剤や分化誘導薬との併用療法として、臨床開発が行われている。

### HDACの分類
これまでにヒトでは18種類のHDACが知られており、酵母のHDACの付属的ドメインとの相同性に基づいて4つのグループに分類されている。
- クラスI: HDAC1（英語版）、HDAC2（英語版）、HDAC3（英語版）、HDAC8（英語版）。酵母RDP3との関連性。
- クラスI: 酵母HDA1との関連性
  - クラスIIA: HDAC4（英語版）、HDAC5（英語版）、HDAC7（英語版）、HDAC9（英語版）
  - クラスIIB: HDAC6、HDAC10（英語版）
- クラスIII: サーチュインと呼ばれるもの（SIRT1からSIRT7）。酵母SIR2との関連性。
- クラスIV: HDAC11（英語版）のみ。クラスIとIIの特徴を併せ持つ。

### HDAC阻害剤の分類
「古典的」（classical）なHDAC阻害剤はクラスI、II、IVのみに作用し、HDACの亜鉛含有触媒部位に結合する。こうした古典的HDAC阻害剤は、亜鉛イオンに結合する部分などに基づいていくつかのグループに分類される。
1. ヒドロキサム酸系（トリコスタチンAなど）
2. 環状ペプチド（トラポキシンB（trapoxin B）など）・デプシペプチド
3. ベンズアミド系
4. エポキシケトン
5. 脂肪族化合物（フェニル酪酸（英語版）、バルプロ酸など）

「第二世代」のHDAC阻害剤には、ヒドロキサム酸系のボリノスタット（SAHA）、ベリノスタット（PXD101）、LAQ824、パノビノスタット（LBH589）、ベンズアミド系のエンチノスタット（MS-275）、タセジナリン（tacedinaline、CI994）、モセチノスタット（MGCD0103）などがある。
クラスIIIのHDACであるサーチュインはNAD＋に依存しており、ニコチンアミドのほか、NADの誘導体であるジヒドロクマリン（dihydrocoumarin）、ナフトピラノン（naphthopyranone）、2-ヒドロキシナフトアルデヒド（2-hydroxynaphthaldehyde）によって阻害される。

### その他の機能
HDAC阻害剤はヒストンに対するアセチル化反応のみを阻害するわけではない。広範囲の非ヒストン転写因子や転写コレギュレーターがアセチル化修飾を受けることが知られている。HDAC阻害剤はこうした非ヒストン型のエフェクター分子に対してもアセチル化の程度の変化を引き起こし、遺伝子転写の増加や抑制を引き起こす。影響受けるものとしては、ACTR、c-Myb、E2F1、EKLF、FEN1、GATA、HNF-4、HSP90、Ku70、MKP-1、NF-κB、PCNA、p53、RB、Runx、SF1、Sp3、STAT、TFIIE、TCF、YY1などがある。

## 利用

### 精神医学と神経学
HDAC阻害剤は精神医学や神経学の分野において、気分安定薬や抗てんかん薬としての長い歴史を持つ。その最たる例はバルプロ酸であり、デパケン（Depakene）、デパコート（Depakote）、ジバルプロエクス（Divalproex）の商標名で販売されている。HDAC阻害剤はアルツハイマー病やハンチントン病などの神経変性疾患の症状緩和のための研究も行われている。ボリノスタットを投与したマウスやHDAC2遺伝子をノックアウトしたマウスでは、記憶形成の向上がみられる。この現象はアルツハイマー病と関係している可能性があり、実際にアルツハイマー病モデルマウス（3xTg-AD）ではサーチュイン（クラスIII HDAC）の競合的阻害剤であるニコチンアミドの経口投与によって一部の認知機能が回復することが示されている。

#### うつ病に対する治療（前臨床研究）
うつ病の病因に関する研究では遺伝と環境の相互作用が関係している可能性が強調されており、このことは多くの研究が行われてているにもかかわらず、うつ病のリスク因子となる特異的遺伝子や遺伝子座が発見されていないことの説明となる可能性がある。複数の抗うつ薬による連続的な治療後も患者の約35%では寛解がみられないと推計されており、現行の薬物治療では対処することができないエピジェネティックな要素がうつ病に存在する可能性が示唆されている。環境ストレス、すなわち母性剥奪や幼児虐待などの小児期のトラウマと、成人期のうつ病のリスクとの関係が研究されており、こうしたトラウマは特に行動と情動調整の連結を担うことが知られている遺伝子座においてヒストンアセチル化に大きな影響を及ぼすことが動物モデルで示されている。うつ病エピソード中にあるうつ病患者を対象とした研究では、対照群や寛解患者と比較してHDAC2やHDAC5のmRNAの発現が増加していることが示されており、うつ病治療に対するHDAC阻害剤の使用が注目を集めている。

##### 遺伝子発現への影響
さまざまなHDAC阻害剤で気分や行動の調節との関係が研究されており、それぞれさまざまな遺伝子の調節に異なる特異的影響を及ぼす。最も広く研究されている遺伝子としてはBDNFやGDNFの遺伝子がある。これらはどちら神経細胞の成長と健康を調節し、ダウンレギュレーションによって抑うつの症状が生じる場合がある。複数の研究でHDAC阻害剤による処理がBDNFのアップレギュレーションを助けることが示されており、例えばバルプロ酸（てんかんや双極性障害の治療に広く用いられる）や酪酸ナトリウムは抑うつの動物モデルでBDNFの発現を高めることが示されている。また腹側線条体におけるGDNF濃度を追跡した研究では、ボリノスタット処理による遺伝子発現の上昇が観察されている。

##### 抑うつ行動への影響
うつ病の治療を目的としたHDAC阻害剤の使用に関する前臨床研究では、ヒトのうつ病のモデルとしてマウスが用いられている。尾懸垂試験（TST）や強制水泳試験（FST）は通常は慢性的ストレス処理後に測定が行わるが、これらはヒトの抑うつの症状を反映したものとなる。HDACのmRNAやアセチル化、遺伝子発現の試験に加え、こうした行動試験がHDAC阻害剤による抑うつ症状緩和の有効性の判断に利用されている。ボリノスタットやエンチノスタットを治療化合物として用いた実験では、処理マウスの遺伝子発現プロファイルはフルオキセチン処理時と類似したものとなり、同様の抗うつ様行動を示した。酪酸ナトリウムは気分障害の治療薬候補として広く利用されており、単独もしくはフルオキセチンとの共処理を行ったマウスでは、BDNFの発現上昇とともに、TSTやFSTのパフォーマンスの向上がみられた。

### がん治療
汎HDAC阻害剤は、膵臓がん、食道扁平上皮がん、多発性骨髄腫、前立腺がん、胃がん、白血病、乳がん、肝臓がん、卵巣がん、非ホジキンリンパ腫、神経芽腫に関するin vitroやin vivoでのいくつかの研究で、抗がん剤としての可能性が示されている。HDAC全体の阻害は非常に低用量で無数の生化学的機能に影響が生じるなど、その影響は非常に大きいものであるため、特異性の低いHDAC阻害剤とより特異性の高い抗がん剤との併用療法に焦点が当てられている。一例として、汎HDAC阻害剤であるパノビノスタット（LBH589）とBET阻害剤であるJQ1の併用療法の研究が行われている。

### 炎症疾患
トリコスタチンA（TSA）などは抗炎症薬としての研究が行われている。

### HIV/AIDS
HDAC阻害剤によってHIVが潜伏感染したリザーバーからHIVを除去し、その後で複製中のウイルスに対する免疫系の中和反応を補助するためにワクチン接種を行う、という治療法の開発を目的とした臨床試験が行われている。
リザーバーを減少させるために潜伏HIVを再活性化する目的でパノビノスタット、エンチノスタット、ロミデプシン、ボリノスタットを用いた研究では、ボリノスタットが最も効力が弱いことが報告されている。他の研究では、T細胞に潜伏感染したHIVの再活性化に関してはボリノスタットよりもロミデプシンの作用がより高レベルで持続的であることがin vitroとex vivoで示されている。

### その他の疾患
ジビノスタット（ITF2357）は、真性多血症（PV）、本態性血小板血症（ET）、骨髄線維症（MF）の治療へ向けた研究が行われている。HDAC阻害剤は、急性心筋梗塞時の心筋の保護のための研究も行われている。